# スコット・ハミルトン (ラグビー選手)
スコット・エリオット・ハミルトン（Scott Elliot Hamilton、1980年3月4日 - ）は、ニュージーランドのラグビー選手。ニュージーランド代表。

## プロフィール
- クライストチャーチ出身。
- 身長190cm。
- ポジションはウィングとフルバックの両方をこなすマルチプレイヤー。

## 経歴
スーパー14ではクルセイダーズに所属し、2005年にはジュニアのラグビーニュージーランド代表に選出され、2006年にはラグビーニュージーランド代表（2キャップ）に選出された。